# 苗栗縣立後龍國民中學
苗栗縣立後龍國民中學，簡稱後龍國中。是一所位於臺灣苗栗縣後龍鎮的一所國民中學。本校為鎮上3所中學（後龍國中、維真國中、新港國中小）之中最早創立的國中。

## 校史
民國五十七年政府把六年的國民教育延長為九年，在全國各地普設國民中小學，以方便國民就近求學，三十年來，除了國民知識水準有極顯著的提昇外，更帶動了經濟的繁榮進步與政治的民主開放，這一切的成就都與九年國民教育息息相關。
儘管九年國教實施後，學齡兒童就學率及國小畢業生的就業率，均已接近百分之百，但在九年國教實施前，因各種因素，未能就讀國中小的人，為數仍然不少，政府為了有機會讓它們得到補救，以滿足求知的慾望，因此決定在各地分別設置國中及國小補校。
後龍國中附設補校源自民國八十一年二月，由李校長學純提出開辦申請，到民國八十二年五月沈代校長代理校務實奉準開辦，並即積極從事招生規劃與宣傳，及民國八十二年九月，李校長田昌到職，即全力完成招生手續，正式上課。
爾後陳校長癸煌、賴校長松蓬及劉校長日銘，均積極規劃充實教學設施，改進教學方法，增進同學學習效果與樂趣，使後龍國中補校成為社區人士夜間進修的最佳場所。九十五年六月完成階段性任務後停招。
補校十餘年來，在校長領導，全校教職同仁熱心參與，補校同仁積極誠懇、耐心毅力下，成果豐碩，除了增加同學的學業知識外，更開闊視野胸襟，充實內在精神素養，奠定奮發向上的人生觀。
期望後龍國中補校能有朝一日再行開辦，以造福桑梓。
民國42年，創立「竹南國中後龍分班」。
民國43年，改制成「苗栗縣立竹南中學後龍分校」。
民國45年，脫離竹南國中獨立為「苗栗縣立後龍初級中學」。
民國57年，九年義務教育實施，更名為苗栗縣立後龍國民中學。

## 歷代校長
前身：竹南國中後龍分班(凌演徵、張國文班主任 42.09~45.07)
- 第一任劉禹輪(45.8.1~51.8.28)
- 第二任葛西生(51.8.28~53.9.11)
- 第三任徐鳳鳴(53.9.11~57.4.15)
- 第四任曾壁中(57.4.15~62.9.13)
- 第五任蔡銘泉(62.9.6~73.8)
- 第六任黃嘉萱(73.9~79.7)
- 第七任李家純(79.7~83.3)
  - (代理)沈堯承(82.3~82.9)
- 第八任李田昌(82.9~86.7)
- 第九任陳癸煌(86.8~91.2)
- 第十任賴松蓬(91.2~93.2)
- 第十一任劉日銘(93.2~96.10)
  - (代理)鍾萬煋(96.10~97.7)
- 第十二任葉明相(97.7~ 104.7)
- 第十三任熊儒卿(104.8~109.7)
- 第十四任賴志良(109.7~至今)

## 外部連結
- 苗栗縣立後龍國民中學 （页面存档备份，存于）（繁體中文）
- 苗栗縣立後龍國民中學的Facebook專頁